# Asticta ichinosawana
Asticta ichinosawana là một loài bướm đêm trong họ Erebidae.